# Raphaël Poirée
Raphaël Poirée (Rives, 9 de agosto de 1974) es un deportista francés que compitió en biatlón. Entre los años 2000 y 2013 estuvo casado con la biatleta Liv Grete Skjelbreid.
Participó en tres Juegos Olímpicos de Invierno, entre los años 1998 y 2006, obteniendo en total tres medallas: plata y bronce en Salt Lake City 2002 y bronce en Turín 2006. Ganó 18 medallas en el Campeonato Mundial de Biatlón entre los años 1998 y 2007, y una medalla de oro en el Campeonato Europeo de Biatlón de 1995.

## Palmarés internacional
| Juegos Olímpicos   | Juegos Olímpicos                | Juegos Olímpicos  | Juegos Olímpicos |
| Año                | Lugar                           | Medalla           | Prueba           |
| ------------------ | ------------------------------- | ----------------- | ---------------- |
| 2002               | Salt Lake City (Estados Unidos) | Medalla de plata  | Persecución      |
| 2002               | Salt Lake City (Estados Unidos) | Medalla de bronce | Relevos          |
| 2006               | Turín (Italia)                  | Medalla de bronce | Relevos          |
| Campeonato Mundial |                                 |                   |                  |
| Año                | Lugar                           | Medalla           | Prueba           |
| 1998               | Pokljuka (Eslovenia)            | Medalla de bronce | Persecución      |
| 2000               | Oslo (Noruega)                  | Medalla de oro    | Salida en grupo  |
| 2000               | Oslo (Noruega)                  | Medalla de bronce | Persecución      |
| 2001               | Pokljuka (Eslovenia)            | Medalla de oro    | Salida en grupo  |
| 2001               | Pokljuka (Eslovenia)            | Medalla de oro    | Relevos          |
| 2001               | Pokljuka (Eslovenia)            | Medalla de plata  | Persecución      |
| 2002               | Oslo (Noruega)                  | Medalla de oro    | Salida en grupo  |
| 2003               | Janty-Mansisk (Rusia)           | Medalla de bronce | Salida en grupo  |
| 2004               | Oberhof (Alemania)              | Medalla de oro    | Velocidad        |
| 2004               | Oberhof (Alemania)              | Medalla de oro    | Individual       |
| 2004               | Oberhof (Alemania)              | Medalla de oro    | Salida en grupo  |
| 2004               | Oberhof (Alemania)              | Medalla de plata  | Persecución      |
| 2004               | Oberhof (Alemania)              | Medalla de bronce | Relevos          |
| 2005               | Hochfilzen (Austria)            | Medalla de bronce | Salida en grupo  |
| 2006               | Pokljuka (Eslovenia)            | Medalla de bronce | Relevo mixto     |
| 2007               | Anterselva (Italia)             | Medalla de oro    | Individual       |
| 2007               | Anterselva (Italia)             | Medalla de plata  | Relevo mixto     |
| 2007               | Anterselva (Italia)             | Medalla de bronce | Salida en grupo  |
| Campeonato Europeo |                                 |                   |                  |
| Año                | Lugar                           | Medalla           | Prueba           |
| 1995               | Grand-Bornand (Francia)         | Medalla de oro    | Velocidad        |